# Breitensegeln

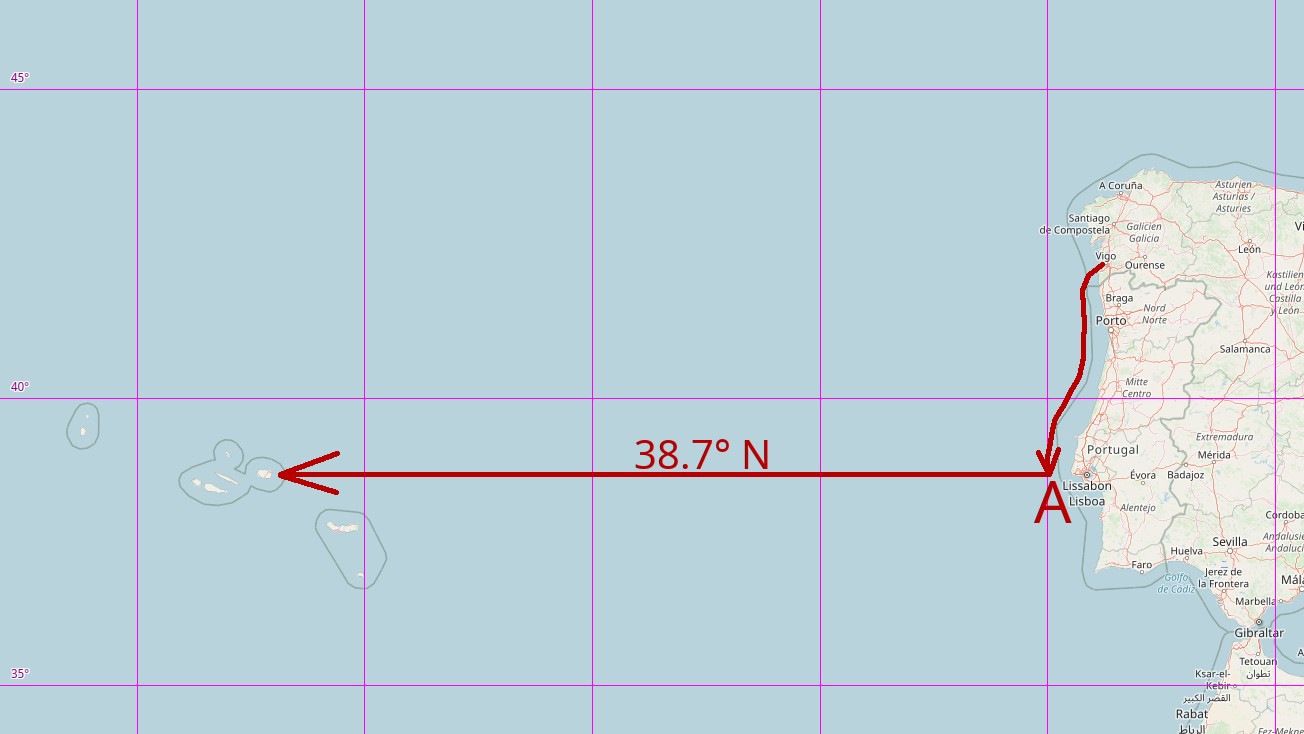
Breitensegeln zur Azoreninsel Terceira von Vigo aus: Erst wird in bekanntem Gewässer (beispielsweise entlang der Küste) der Breitengrad Terceiras (38.7° N) angesegelt (Punkt A), dann folgt man diesem Breitengrad westlich, bis die Insel in Sicht kommt. Dafür muss das Schiff weder die geographische Länge der Insel noch die aktuelle eigene Länge kennen, allerdings ist auch die Entfernung zum Ziel bis zum Sichtkontakt nicht genau bekannt.

Als Breitensegeln (engl. "latitude sailing") bezeichnet man eine Navigationsmethode, die ein Fahrtziel ohne genaue Kenntnis der geographischen Länge entlang ihres Breitengrades ansteuert, also genau von Westen oder Osten.
Die geographische Breite des Zielorts wurde zuvor einer Tabelle entnommen, wie sie sich schon in frühen Navigationshandbüchern (ab ca. 1509: Regimento do astrolabio) finden. Dann segelte man zunächst den Breitengrad an, auf dem der Zielort lag, wobei man nur mit Sicherheit wissen musste, ob man den Breitengrad westlich oder östlich des Zieles erreichte. Entsprechend folgte man ihm dann bis zum Ziel.
Solange das erst Mitte des 18. Jahrhunderts gelöste Längenproblem eine genaue Bestimmung der Länge unmöglich machte, war Breitensegeln die einzige Methode der astronomischen Navigation. Die aktuelle geographische Breite kann relativ einfach über eine Messung der Höhe des Polarsterns über dem Horizont festgestellt werden.
Entwickelt wurde diese Methode in Portugal im Laufe des 15. Jahrhunderts anlässlich der Entdeckungsfahrten entlang der westafrikanischen Küste.
Breitensegeln war zunächst auf die Nordhalbkugel der Erde beschränkt, da der dicht am (nördlichen) Himmelspol stehende Polarstern, der für die Breitenbestimmung herangezogen wurde, von der Südhalbkugel aus unter dem Horizont bleibt. Der südliche Himmelspol wird von keinem hellen Stern markiert. Erst als genauere Winkelmessinstrumente und Tafeln der Sonnendeklination verfügbar waren, konnte die Breitenbestimmung auch auf der Südhalbkugel anhand des Sonnenstandes vorgenommen werden, so dass auch dort ein Breitensegeln möglich wurde.